# Chahid Hamlaouistadion
Het Chahid Hamlaouistadion (Arabisch: ملعب الشهيد حملاوي), is een multifunctioneel stadion in Constantine, Algerije.
Het stadion wordt meestal gebruikt voor voetbalwedstrijden, de voetbalclubs CS Constantine en MO Constantine maken gebruik van dit stadion. Ook het nationale elftal speelt af en toe in dit stadion een internationale thuiswedstrijd. Ook worden er hier wel eens atletiekwedstrijden georganiseerd. In het stadion is plaats voor 45.000 toeschouwers.

## Interlands
Het stadion wordt in 2023 gebruikt voor het African Championship of Nations 2022.